# Rhipsalideae
Rhipsalideae är en tribus inom familjen kaktusar med fyra släkten. De förekommer i större delen av Central- och Sydamerika, samt en art som även förekommer i Afrika, på Madagaskar, Sri Lanka och i södra Indien. De flesta arterna är epifyter.

## Släkten
- Lepismiumsläktet (Lepismium) - förgrenar sig oregelbundet. Fruktämnet är vanligen taggigt, vårtigt eller ribbat och oftast med synliga själl.

Övriga släkten förgrenar sig från ledstyckets toppareol (gaffelgrenigt), åtminstone i grenspetsarna.
- Pendelkaktussläktet (Rhipsalis) - har vanligen långa basala grenar och kortare ledstycken i spetsarna. Ledstyckena avslutas med enkla areoler. Blommorna är vita eller vitaktiga. Fruktämnet saknar synliga fjäll och har endast i sällsynta fall borst.

- Hatiorasläktet (Hatiora) - hela plantan är uppbyggd av ledstycken som är kortare än fem cm. I spetsarna sitter flera sammanväxta areoler. Blommorna är regelbundna, ofta klart färgade i gult, rött eller rosa. Hyllebladen är endast sammanväxta vid basen och bildar en blompip som är kortare än fem mm.

- Julkaktussläktet (Schlumbergera), liknar hatiorasläktet, men blommorna är zygomorfiska och har sammanväxta hylleblad som bildar en lång blompip, över fem mm lång.

### Webbkällor
- Svensk Kulturväxtdatabas
- Rhipsalis.com - New names in Rhipsalidinae (Cactaceae) Key to the 4 genera in Rhipsalideae Tribe